# 安托萬·蓋克梅
安托萬·蓋克梅（Antoine Gakeme，1991年12月24日—）是一名蒲隆地田徑運動員，主攻800公尺項目。他是2016年世界室內田徑錦標賽男子800公尺亞軍。

## 賽事記錄
| 年   | 賽事           | 舉辦城市       | 名次        | 項目    | 記錄    |
| 代表 | 代表           | 代表           | 代表        | 代表    | 代表    |
| ---- | -------------- | -------------- | ----------- | ------- | ------- |
| 2013 | 世界錦標賽     | 俄羅斯莫斯科   | 第10名 (sf) | 800公尺 | 1:45.39 |
| 2013 | 法語系運動會   | 法國尼斯       | -           | 800公尺 | DNS     |
| 2014 | 非洲錦標賽     | 摩洛哥馬拉喀什 | 第7名       | 800公尺 | 1:49.74 |
| 2015 | 世界錦標賽     | 中國北京       | 第22名 (sf) | 800公尺 | 1:48.86 |
| 2016 | 世界室內錦標賽 | 美國波特蘭     | 亞軍        | 800公尺 | 1:46.65 |

## 個人紀錄
室外
- 800公尺 – 1:44.09 (馬德里，2015年7月11日)

室內
- 800公尺 – 1:46.65 (波特蘭，2016年3月19日)
- 1000公尺 – 2:20.25 (斯德哥爾摩，2016年2月17日)
- 1500公尺 – 3:52.28 (，2016年1月30日)

## 外部連結
- 安托萬·蓋克梅在的頁面